# Ян Хунцюн
Ян Хунцюн (кит. 杨洪琼; род. 20 сентября 1989 года) — китайская спортсменка-паралимпийка, соревнующаяся в лыжных гонках. Трёхкратная чемпионка зимних Паралимпийских игр 2022 года в Пекине.

## Биография
На зимних Паралимпийских играх 2022 в Пекине 6 марта Ян Хунцюн с результатом 43:06.7 завоевала золотую медаль в лыжных гонках на дистанции 15 км среди спортсменок, соревнующихся сидя. Второе место заняла американка Оксана Мастерс, третье — китаянка Ли Паньпань. 9 марта Ян одержала победу и в финале спринта (результат 3:18.2), второе и третье места вновь заняли Мастерс и Ли. 12 марта одержала победу на дистанции 10 км, второй была Мастер, третьей — китаянка Ма Цзин.